# Kubrick Mons
Il Kubrick Mons è una struttura geologica sulla superficie di Caronte.
La montagna è stata nominata in onore del regista Stanley Kubrick. L'approvazione ufficiale del nome è stata annunciata dall'Unione Astronomica Internazionale l'11 aprile 2018.